# Willem Merkx
Wilhelmus Johannes Louis Joseph (Willem/Wim) Merkx (Elden, 23 maart 1921 - 1 december 2002) was een Nederlands politicus. Hij was van 1967 tot 1983 burgemeester van Breda. Hij was lid van de KVP en later het CDA.

## Biografie
Merkx studeerde aan de Rijkslandbouwschool in Wageningen en werd vervolgens docent aan de Middelbare Landbouwschool in het Overijsselse Raalte. In 1948 werd hij secretaris van de Stichting van de Landbouw in Haarlem, de latere Gewestelijke Raad van het Landbouwschap.
In 1954 werd Merkx voor de KVP gekozen tot lid van de Provinciale Staten van Noord-Holland. In 1957 werd hij tevens lid van de Gedeputeerde Staten. In 1966 werd hij in deze functie aangewezen als plaatsvervangend commissaris van de Koningin.
Van 1 februari 1967 tot 1 december 1983 was hij burgemeester van Breda. In 1974 werd hij door de Vereniging van Nederlandse Gemeenten aangewezen als voorzitter van de commissie-Merkx die de positie van gemeenteraadsleden onderzocht. De commissie gaf onder andere het advies dat gemeenteraadsleden naast presentiegeld een vast jaarsalaris en onkostenvergoeding dienden te krijgen. In 1981 raakte hij kort in opspraak toen hij rond het bezoek van de Koningin op Koninginnedag de politie opdracht gaf om mensen die eruitzagen alsof ze moeilijkheden zouden veroorzaken preventief op te pakken. Hierbij werden meer dan 140 mensen opgepakt, wat leidde tot vragen in de gemeenteraad en schadeclaims. Na zijn aftreden als burgemeester in 1983 werd een jaar later de Willem Merkxtuin aangelegd als afscheidscadeau.
Hij was lid van de KVP en later het CDA.

## Persoonlijk
Merkx was getrouwd met Miny Lohuis en had 8 kinderen.

## Overige functies
- Voorzitter Noordhollands Philharmonisch Orkest (1957-1958).[13][14]
- Voorzitter Land- en Tuinbouwbond.[2]
- Voorzitter bisschoppelijke adviesraad.[2]
- Voorzitter Unie van Waterschappen (1983-onbekend)[7]
- Voorzitter Stichting Vrienden van het Revalidatiecentrum Breda.[15]

## Eerbetoon
- De Willem Merkxtuin is naar hem vernoemd.[10]
- Lid Heerlijke Orde Breda[16]